# Nordmeergeleitzüge

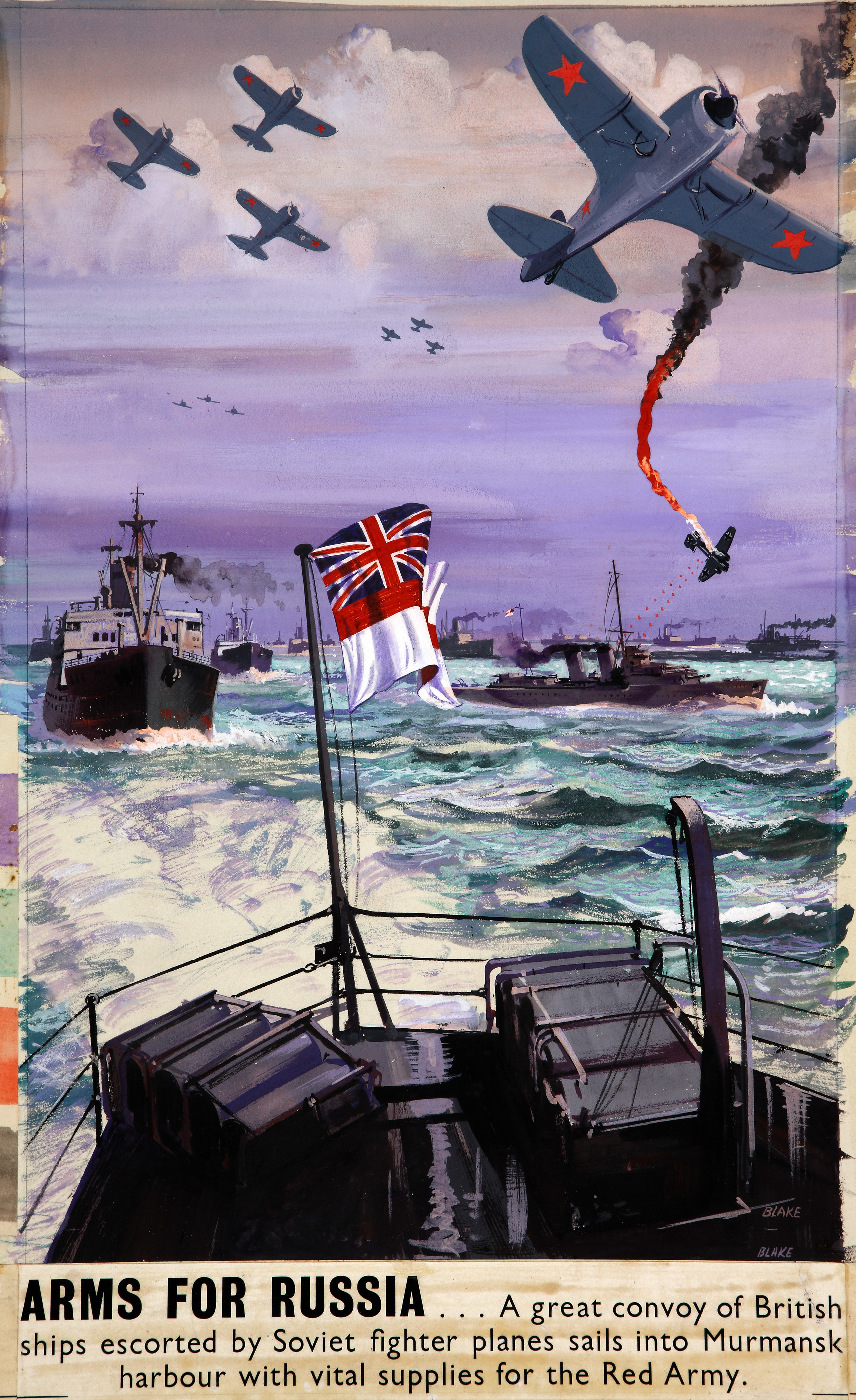
Britische Propagandazeichnung zu den Nordmeergeleitzügen (1940er-Jahre)

Die Nordmeergeleitzüge waren militärisch stark gesicherte Frachtschiffskonvois, die von 1941 bis 1945 militärisch wichtige Güter von Großbritannien und den Vereinigten Staaten in die Sowjetunion brachten. Die westalliierten Hilfslieferungen standen in Zusammenhang mit dem Beginn des Deutsch-Sowjetischen Krieges, in dem die Sowjetunion nun ein Verbündeter Großbritanniens und, ab Ende 1941, der USA war.
Sammelpunkt der Geleitzüge waren meist die isländische Bucht bei Hvalfjörður oder ein britischer Hafen wie die Bucht Loch Ewe in Schottland. Ziel der Fracht waren Archangelsk oder Murmansk an der Barentssee im Norden der Sowjetunion. Insbesondere ab 1942 setzte vom deutschbesetzten Norwegen aus eine stärkere Bekämpfung der Geleitzüge ein. Dabei nutzte die Wehrmacht Flugzeuge, U-Boote und stärkste Überwasserstreitkräfte der Kriegsmarine, bis hin zu den Schlachtschiffen Tirpitz und Scharnhorst.
Die auch politisch sehr wichtigen Geleitzüge fanden in der Presse beider Seiten besondere Beachtung, sodass insbesondere 1942 bei Zeitgenossen der Eindruck entstand, dass die Nordmeergeleitroute die gefährlichste des Zweiten Weltkrieges sei.
Insgesamt wurden 811 Schiffsladungen auf den Weg gebracht, von denen 720 in sowjetischen Häfen ankamen. Dadurch brachten die Westalliierten vier Millionen Tonnen Ladung, darunter 5000 Panzer und 7000 Flugzeuge, über die Nordmeergeleitzugsroute in die Sowjetunion. Sie verloren dabei 13 Kriegs- und 89 Handelsschiffe. Die Deutschen verloren die Scharnhorst, drei Zerstörer, 43 U-Boote und zahlreiche Flugzeuge.

## Ausgangslage
Als am 22. Juni 1941 das nationalsozialistische Deutsche Reich die Sowjetunion angriff, verpflichteten sich Großbritannien und die USA zu militärischer Hilfeleistung. Der US-amerikanische Präsident Franklin D. Roosevelt hatte, obwohl sich die USA noch nicht im Krieg befanden, aufgrund des Leih- und Pachtgesetzes die Möglichkeit, direkt militärische Güter in die Sowjetunion zu liefern. Von den drei zur Verfügung stehenden Transportwegen war der Schiffstransport durch das Europäische Nordmeer und die Barentssee gegenüber den Wegen durch Ostsibirien oder über den Persischen Golf der kürzeste und schnellste. Da die Geleitzüge dabei aber dicht am deutschbesetzten Nordnorwegen vorbeifuhren, war es auch der gefährlichste Weg. Angesichts des schnellen deutschen Vormarsches in der Sowjetunion drängte Stalin aber auf schnelle Hilfe, so dass sich die Briten aus politischen Gründen dazu entschlossen, die Nordmeergeleitzüge durchzuführen.

## Geografischer Raum

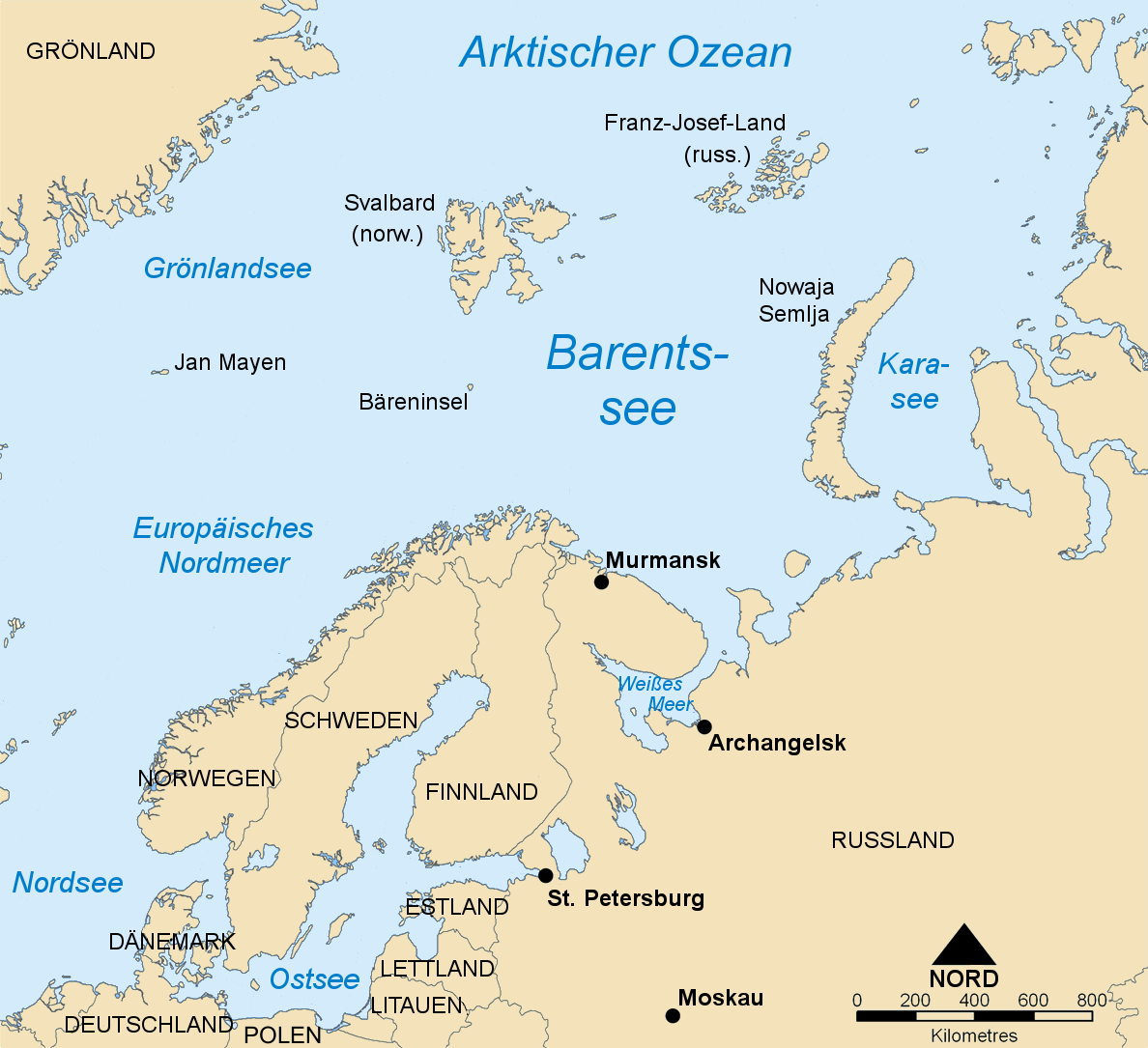
Europäisches Nordmeer und Barentssee

Das Europäische Nordmeer nimmt das südöstliche Tiefseebecken im Meeresbereich zwischen Grönland und Skandinavien ein, das nordwestliche bildet die Grönlandsee. Im Nordwesten begrenzt eine Linie von Gerpir, dem östlichsten Punkt Islands, über die Färöer auf 61 Grad Nord 0,53 Grad West das Meer gegenüber dem offenen Nordatlantik. Dort folgt die Grenze dem 61. Breitengrad bis zur norwegischen Küste. Diese Linie bildet die Grenze zur Nordsee. Im Südosten begrenzt die norwegische Küste zwischen 61. Breitengrad und dem Nordkap das Nordmeer. Traditionell wird die Grenze zur Barentssee durch eine Linie vom Nordkap zur Bäreninsel und von dort zum Sørkapp, dem südlichsten Punkt von Spitzbergen definiert. Der Abhang, der das Tiefseebecken vom Schelf der Barentssee trennt, verläuft allerdings etwa entlang 16 Grad Ost nach Norden, bis er auf Spitzbergen trifft. Er befindet sich also in seinem südlichen Teil viele Kilometer südöstlich der traditionellen Grenze. Im Norden schließlich verläuft sie von Spitzbergen über Jan Mayen bis nach Gerpir und folgt dabei der Tiefseeschwelle, die norwegisches und grönlandisches Tiefseebecken trennt.
Die Barentssee liegt zwischen den Inselgruppen Spitzbergen im Nordwesten, Franz-Josef-Land (Russland) im Norden, Nowaja Semlja im Osten und dem Festland Nordwestrusslands und Skandinaviens im Süden.

## Klimatische Bedingungen

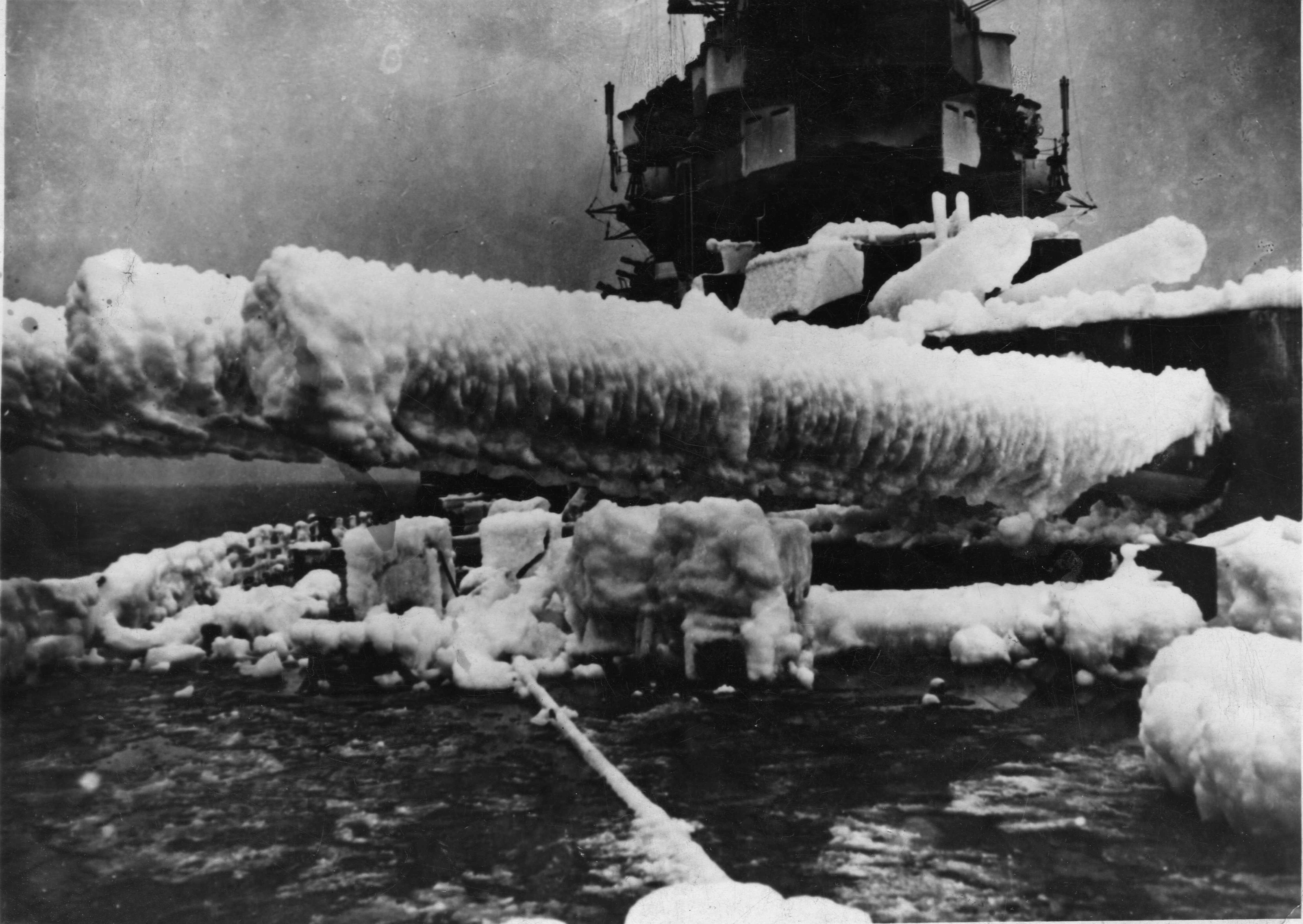
Schlachtschiff Anson im Nordmeer (ca. 1942/1943)

Die klimatischen Bedingungen im Europäischen Nordmeer und der Barentssee stellten Angreifer wie Verteidiger vor große Probleme.
Im Herbst und Winter war das Wetter im Nordmeer bestimmt durch häufige Stürme in Verbindung mit Schnee und Regen, die eine starke Sichtbehinderung mit sich brachten. Durch extreme Kälte entstanden Vereisungen an Schiffen, die Stabilitätsprobleme zur Folge hatten. Es herrschten lang andauernde Polarnächte mit nur kurzen Phasen der Helligkeit.
Weiterhin verschob sich die arktische Packeisgrenze weiter nach Süden, so dass die Geleitzüge in Entfernungen von 250 bis 200 Seemeilen am deutsch besetzten Norwegen vorbeifahren mussten.
Im Sommer verschob sich die Packeisgrenze weiter nach Norden, allerdings herrschten nun lange Phasen der Helligkeit des Polartages. Ab Juli traten vermehrt flache Seenebel auf. Der Zielhafen Murmansk war das ganze Jahr eisfrei, lag aber nahe der deutschen Basen. Das weiter entfernte Archangelsk konnte nur in der eisfreien Zeit von Juli bis September angefahren werden.

## Geleitzugsystem

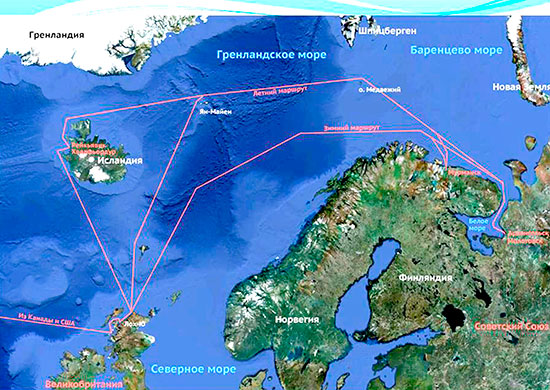
Routen der Geleitzüge

Die Nordmeergeleitzüge bestanden aus bis zu 49 Handelsschiffen, die durch Kriegsschiffe gesichert waren. Für die Nahsicherung standen Escort Groups mit Zerstörern, Korvetten, Minensuchern und anderen kleineren Kriegsschiffen zur Verfügung. Diese bildeten einen Ring um den Geleitzug und sollten Angriffe von kleineren Überwasserkriegsschiffen und U-Booten abwehren. Mit der Flak konnten zudem Luftangriffe abgewiesen werden. Gegen die Angriffe von größeren Kriegsschiffen fuhr eine Kreuzergruppe außerhalb des Geleitzuges mit. Ab 1942, als die Tirpitz in Nordnorwegen stationiert war, ließ man in Fernsicherungsgruppen auch Schlachtschiffe mitfahren. Weiterhin kamen so genannte Geleitträger mit Flugzeugen zum Einsatz, die die Luftsicherung übernehmen sollten.

Die Route von Geleitzug PQ 18 mit beiderseitigen Verlusten

Beim Geleitzug PQ 18 mit 39 Handelsschiffen waren zum Beispiel drei Zerstörer, zwei Flugabwehrschiffe, vier Korvetten, vier bewaffnete Trawler, drei Minensuchboote und zwei U-Boote als Escort Group zur Nahsicherung eingeteilt. Außerdem fuhren noch ein Geleitträger und zu dessen Schutz zwei Zerstörer mit im Geleitzug. Als Fighting Escort bildeten ein Leichter Kreuzer und 16 Zerstörer einen Ring um den Geleitzug. Die Fernsicherung bildeten zwei Gruppen mit insgesamt zwei Schlachtschiffen, drei Schweren Kreuzern, einem Leichten Kreuzer und acht Zerstörern. Eine Reservegruppe aus einem Schweren und einem Leichten Kreuzer mit sechs Zerstörern hielt sich bei Spitzbergen in Bereitschaft auf. Eine U-Boot-Gruppe mit acht U-Booten befand sich auf dem Anmarschweg deutscher schwerer Überwasserstreitkräfte. Zusätzlich für die letzte Phase des Geleites stellte die sowjetische Marine noch vier Zerstörer und fünf U-Boote ab. Insgesamt standen zum Schutz der 39 Handelsschiffe 77 Kriegsschiffe bereit. Einige der Nordmeergeleitzüge waren die am stärksten gesicherten Geleitzüge des Zweiten Weltkrieges.
Ab dem zweiten erhielten alle Geleitzüge zur Identifikation eine Bezeichnung aus einem 2-Buchstaben-Code und eine untergeordnete, teilweise mit der Abfahrt chronologisch ansteigende Nummerierung, die von 1 bis höchstens 66 reicht. Von 1941 bis November 1942 verwendete man den Code „PQ“ für ostwärts gehende Geleitzüge und in umgekehrter Anordnung „QP“ für solche, die westwärts liefen.
Das Kürzel „PQ“ leitete sich von den Initialen eines Offiziers der Operationsabteilung der Admiralität ab, dem Fregattenkapitän Philip Quellyn Roberts. Von Dezember 1942 bis 1945 waren die entsprechenden Kürzel JW (ostwärts) und RA (westwärts). Die Nummerierung war etwa fortlaufend. PQ 1 bis PQ 17 fuhren im durchschnittlichen Abstand von 17 Tagen ostwärts, QP 1 bis QP 12 im Abstand von 22 Tagen westwärts.

## Geleitzüge

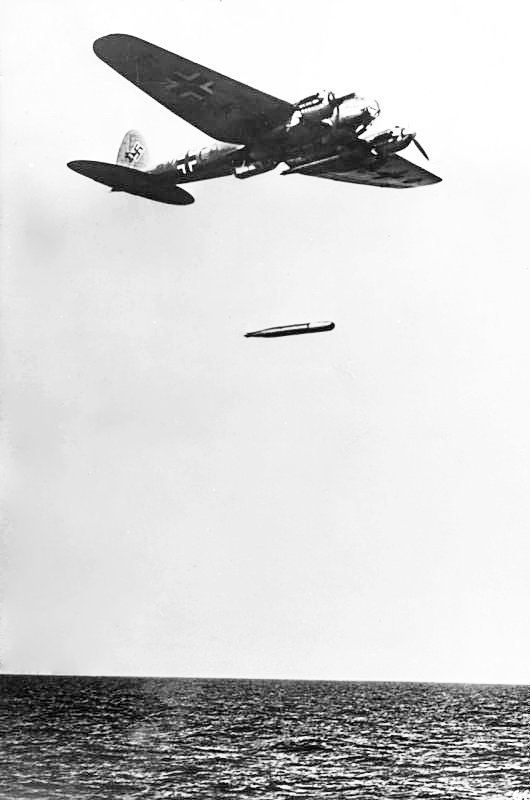
Eine Heinkel He 111 H6 beim Abwurf eines Lufttorpedos (Oktober 1941)

Die ersten Geleitzüge (Dervish, PQ 1 bis PQ 6) erreichten die Sowjetunion ohne Verluste. Mit ihnen wurden 44 Schiffsladungen mit 800 Jagdflugzeugen, 750 Panzern, 1400 LKWs, 100.000 Tonnen Munition und andere wichtige Güter in ihre Zielhäfen gebracht.
Um die Geleitzüge wirksamer bekämpfen zu können, setzte danach deutscherseits eine Veränderung der Befehlsstruktur ein. Mit Sitz in Kirkenes schuf die Kriegsmarine die Dienststelle des Admirals Nordmeer (Vizeadmiral Hubert Schmundt). Auf Seiten der Luftwaffe entstand unter der für Skandinavien und Finnland zuständigen Luftflotte 5 das Kommando des Fliegerführers Nord (West), des Fliegerführers Nord (Ost) und des Fliegerführers Lofoten.
Im Frühjahr 1942 verstärkte die Luftwaffe ihre Angriffskräfte massiv. Im Mai 1942 standen insgesamt 103 Junkers Ju 88, 57 Heinkel He 111 und He 115 sowie 30 Junkers Ju 87 bereit. Dazu kamen noch 74 Flugzeuge zur Seeaufklärung. Ihre wichtigsten Basen waren in Bardufoss (Lage), Banak (Lage) und Tromsø (Lage). Auch die Kriegsmarine verlegte schwere Einheiten, darunter die Schlachtschiffe Tirpitz und Scharnhorst, nach Nordnorwegen. Daraufhin wollte der Befehlshaber der Home Fleet, Admiral John Tovey, weitere Nordmeergeleitzüge absagen. Allerdings konnte er sich nicht durchsetzen. Tovey sagte daraufhin:

“If they must continue for political reasons, very serious losses must be expected.”

„Wenn sie aus politischen Gründen fortgesetzt werden müssen, müssen sehr hohe Verluste erwartet werden.“

Auf Befehl des US-amerikanischen Präsidenten Roosevelt sollten die Nordmeergeleitzüge in der Öffentlichkeit besonders herausgestellt werden, um die Verbundenheit mit der Sowjetunion zu dokumentieren. Aufgrund dessen wurde der Verlust von 43 Schiffen der Geleitzüge PQ 17, PQ 18 und QP 14 innerhalb von zweieinhalb Monaten in der alliierten Presse besonders wahrgenommen. Dadurch entstand unter Zeitgenossen der Eindruck, dass die Nordmeergeleitzüge besonders gefährlich seien.
Nach den großen Verlusten im Sommer 1942 stellte man jeglichen Geleitzugverkehr ein und ließ stattdessen einzelne Handelsschiffe ohne Sicherung fahren. Von 13 Schiffen erreichten allerdings lediglich fünf ihren Zielhafen. Daraufhin ging man nach zweimonatiger Pause wieder zum Konvoisystem über.
| Bezeichnung    | Abfahrt                                        | Handels- schiffe | Ankunft                                         | Alliierte Verluste | Deutsche Verluste                                               | Abbildung                                                                                           | Kommentar                                                                 |
| -------------- | ---------------------------------------------- | ---------------- | ----------------------------------------------- | --- | --------------------------------------------------------------- | --------------------------------------------------------------------------------------------------- | ------------------------------------------------------------------------- |
| Dervish        | 21. August 1941 in Hvalfjörður (Island)        | 7                | 31. August 1941 in Archangelsk (Sowjetunion)    | keine | keine                                                           | |                                                                           |
| QP 1           | 28. September 1941 in Archangelsk              | 14               | 10. Oktober 1941 in Scapa Flow (Großbritannien) | keine | ?                                                               | |                                                                           |
| PQ 1           | 29. September 1941 in Hvalfjörður              | 10               | 11. Oktober 1941 in Archangelsk                 | keine | keine                                                           | | Suffolk, 1941                                                             |
| PQ 2           | 13. Oktober 1941 in Liverpool (Großbritannien) | 7                | 30. Oktober 1941 in Archangelsk                 | keine | keine                                                           | | Frachter Empire Baffin                                                    |
| QP 2           | 3. November 1941 in Archangelsk                | 12               | 17. November 1941 in Kirkwall (Großbritannien)  | keine | ?                                                               | |                                                                           |
| PQ 3           | 9. November 1941 in Hvalfjörður                | 8                | 22. November 1941 in Archangelsk                | keine | keine                                                           | | Frachter El Capitan                                                       |
| PQ 4           | 17. November 1941 in Hvalfjörður               | 8                | 28. November 1941 in Archangelsk                | keine | keine                                                           | | Der Kreuzer HMS Berwick war Teil der Eskorte                              |
| QP 3           | 27. November 1941 in Archangelsk               | 10               | 3. Dezember 1941 in Seyðisfjörður               | keine | keine                                                           | | Kreuzer HMS Kenya                                                         |
| PQ 5           | 27. November 1941 in Hvalfjörður               | 7                | 13. Dezember 1941 in Archangelsk                | keine | keine                                                           | | Die Minensucher HMS Hebe                                                  |
| PQ 6           | 8. Dezember 1941 in Hvalfjörður                | 8                | 20. Dezember 1941 in Murmansk                   | keine | keine                                                           | | Kreuzer HMS Edinburgh                                                     |
| PQ 7A          | 26. Dezember 1941 in Hvalfjörður               | 2                | 12. Januar 1942 in Murmansk                     | 1 Handelsschiff (5.135 BRT) durch U 134 | keine                                                           | | Hvalfjördur im Winter (1973)                                              |
| QP 4           | 20. Dezember 1941 in Archangelsk               | 13               | 16. Januar 1942 im Seidisfjord                  | keine | ?                                                               | |                                                                           |
| PQ 7B          | 31. Dezember 1941 in Hvalfjörður               | 9                | 11. Januar 1942 in Murmansk                     | keine | keine                                                           | |                                                                           |
| Bezeichnung    | Abfahrt                                        | Handels- schiffe | Ankunft                                         | Alliierte Verluste | Deutsche Verluste                                               | Abbildung                                                                                           | Kommentar                                                                 |
| PQ 8           | 8. Januar 1942 in Hvalfjörður                  | 8                | 17. Januar 1942 in Murmansk                     | Geleitzerstörer HMS Matabele durch U 454 (Lage) | keine                                                           | | Die Matabele sank nach U-Boot-Angriff beim Geleitzug PQ 8                 |
| QP 5           | 13. Januar 1942 in Murmansk                    | 5                | 19. Januar 1942                                 | keine | ?                                                               | |                                                                           |
| QP 6           | 24. Januar 1942 in Murmansk                    | 6                | 28. Januar 1942                                 | keine | ?                                                               | |                                                                           |
| PQ 9 und PQ 10 | 1. Februar 1942 in Reykjavík (Island)          | 10               | 10. Februar 1942 in Murmansk                    | keine | keine                                                           | |                                                                           |
| PQ 11          | 7. Februar 1942 in Loch Ewe (Großbritannien)   | 13               | 22. Februar 1942 in Murmansk                    | keine | keine                                                           | |                                                                           |
| QP 7           | 12. Februar 1942 in Murmansk                   | 8                | 22. Februar 1942 im Seidisfjord                 | keine | ?                                                               | |                                                                           |
| PQ 12          | 1. März 1942 in Reykjavík                      | 17               | 12. März 1942 in Murmansk                       | keine | keine                                                           | | Die Tirpitz suchte erfolglos den PQ 12                                    |
| QP 8           | 1. März 1942 in Murmansk                       | 15               | 11. März 1942 in Reykjavík                      | 1 Handelsschiff (2815 BRT) durch Zerstörer Z 14 Friedrich Ihn | ?                                                               | | Besatzung des Zerstörers „Friedrich Ihn“                                  |
| PQ 13          | 20. März 1942 in Reykjavík                     | 19               | 31. März 1942 in Murmansk                       | 2 Handelsschiffe (11.507 BRT) durch U-Boote 2 Handelsschiffe (11.823 BRT) durch Flugzeuge 1 Handelsschiff (4.687 BRT) durch Zerstörer Z 26 1 Begleitschiff (252 t) durch Eisschäden | Zerstörer Z 26 nach schweren Schäden selbstversenkt             | | Frachter Raceland (hier noch als SS Howick Hall)                          |
| QP 9           | 21. März 1942 in der Kola-Bucht (Sowjetunion)  | 19               | 3. April 1942 in Reykjavík                      | keine | keine                                                           | | Blick auf die Kola-Bucht (2007)                                           |
| PQ 14          | 26. März 1942 in Oban (Großbritannien)         | 24               | 19. April 1942 in Murmansk                      | 1 Handelsschiff (6.985 BRT) durch U 403 | keine                                                           | | Kreuzer HMS Edinburgh                                                     |
| PQ 15          | 10. April 1942 in Oban                         | 25               | 5. Mai 1942 in Murmansk                         | 2 Handelsschiffe durch Flugzeuge 1 Handelsschiff durch U 251 Zerstörer Punjabi nach Kollision mit King George V gesunken (Lage)                                                     | 2 Flugzeuge                                                     | | Die Punjabi sank nach Kollision mit der King George V beim PQ 15          |
| PQ 15          | 10. April 1942 in Oban                         | 25               | 5. Mai 1942 in Murmansk                         | 2 Handelsschiffe durch Flugzeuge 1 Handelsschiff durch U 251 Zerstörer Punjabi nach Kollision mit King George V gesunken (Lage)                                                     | 2 Flugzeuge                                                     | Die King George V mit Kollisionsschäden am Bug                                                      |                                                                           |
| QP 10          | 10. April 1942 in der Kola-Bucht               | 16               | 21. April 1942 in Reykjavík                     | 2 Handelsschiffe (12.650 BRT) durch Flugzeuge 2 Handelsschiffe (11.831 BRT) durch U 435                                                                                             | keine                                                           | | Die El Occidente sank beim QP 10 durch einen Torpedo von U 435 (Lage)     |
| QP 11          | 28. April 1942 in Murmansk                     | 13               | 7. Mai 1942 in Reykjavík                        | 1 Handelsschiff (2847 BRT) durch Zerstörer Z 7 Hermann Schoemann, Z 24, Z 25 Edinburgh durch U 456 und Zerstörer Z 25 (Lage)                                                        | Zerstörer Z 7 Hermann Schoemann (Lage)                          | | Die Edinburgh sank nach U-Boot- und Zerstörerangriff beim Geleitzug QP 11 |
| PQ 16          | 21. Mai 1942 in Reykjavík                      | 35               | 30. Mai 1942 in Murmansk                        | 1 Handelsschiff (6.191 BRT) durch U 703 6 Handelsschiffe (36.987 BRT) durch Flugzeuge 1 Handelsschiff durch Mine                                                                    | 3 Flugzeuge                                                     | | PQ 16 sammelt sich nahe Reykjavík                                         |
| QP 12          | 21. Mai 1942 in der Kola-Bucht                 | 15               | 29. Mai 1942 in Reykjavík                       | keine | ?                                                               | |                                                                           |
| QP 13          | 26. Juni 1942 in Archangelsk                   | 35               | 7. Juli 1942 in Reykjavík                       | 6 Handelsschiffe (38.306 BRT) und ein Minensucher auf eigenem Minenfeld gesunken | keine                                                           | | Die HMS Intrepid war Teil der Ocean Escort                                |
| PQ 17          | 27. Juni 1942 in Reykjavík                     | 35               | 4. Juli 1942                                    | 15 Handelsschiffe (102.311 BRT) durch U-Boote 8 Handelsschiffe (40.384 BRT) durch Flugzeuge                                                                                         | 5 Flugzeuge                                                     | | PQ 17 sammelt sich nahe Island                                            |
| PQ 17          | 27. Juni 1942 in Reykjavík                     | 35               | 4. Juli 1942                                    | 15 Handelsschiffe (102.311 BRT) durch U-Boote 8 Handelsschiffe (40.384 BRT) durch Flugzeuge                                                                                         | 5 Flugzeuge                                                     | Die El Capitan sank beim PQ 17 durch einen Torpedo von U 251 (Lage)                                 |                                                                           |
| PQ 17          | 27. Juni 1942 in Reykjavík                     | 35               | 4. Juli 1942                                    | 15 Handelsschiffe (102.311 BRT) durch U-Boote 8 Handelsschiffe (40.384 BRT) durch Flugzeuge                                                                                         | 5 Flugzeuge                                                     | U 255 nach dem Angriff auf PQ 17                                                                    |                                                                           |
| PQ 18          | 2. September 1942 in Loch Ewe                  | 40               | 21. September 1942 in Archangelsk               | 3 Handelsschiffe (19.742 BRT) durch U-Boote 10 Handelsschiffe (54.725 BRT) durch Flugzeuge                                                                                          | U 88 (Lage) U 589 U 457 (Lage) 33 Flugzeuge                     | | Die Avenger fuhr erstmals im PQ 18 mit                                    |
| PQ 18          | 2. September 1942 in Loch Ewe                  | 40               | 21. September 1942 in Archangelsk               | 3 Handelsschiffe (19.742 BRT) durch U-Boote 10 Handelsschiffe (54.725 BRT) durch Flugzeuge                                                                                          | U 88 (Lage) U 589 U 457 (Lage) 33 Flugzeuge                     | Torpedoexplosion im PQ 18                                                                           |                                                                           |
| QP 14          | 13. September 1942 in Archangelsk              | 15               | 26. September 1942 in Loch Ewe                  | 4 Handelsschiffe (20.762 BRT) durch U-Boote Minensucher HMS Leda durch U 435 Zerstörer Somali durch U 703 (Lage)                                                                    | keine                                                           | | Die Somali sank nach U-Boot-Angriff beim QP 14                            |
| QP 14          | 13. September 1942 in Archangelsk              | 15               | 26. September 1942 in Loch Ewe                  | 4 Handelsschiffe (20.762 BRT) durch U-Boote Minensucher HMS Leda durch U 435 Zerstörer Somali durch U 703 (Lage)                                                                    | keine                                                           | Die Rathlin fungierte in einigen Nordmeergeleitzügen als Rettungsschiff                             |                                                                           |
| QP 14          | 13. September 1942 in Archangelsk              | 15               | 26. September 1942 in Loch Ewe                  | 4 Handelsschiffe (20.762 BRT) durch U-Boote Minensucher HMS Leda durch U 435 Zerstörer Somali durch U 703 (Lage)                                                                    | keine                                                           | Die Empire Tide, hier ausgerüstet mit einem Katapultflugzeug, fuhr in einigen Normeegeleitzügen mit |                                                                           |
| QP 15          | 17. November 1942 in der Kola-Bucht            | 28               | 30. November 1942 in Loch Ewe                   | 2 Handelsschiffe (9.800 BRT) durch U 601 und U 625 Zerstörer Sokrushitelny durch Sturm                                                                                              | keine                                                           | | Die HMS Suffolk war Teil der Nahsicherungsgruppe                          |
| JW 51A         | 15. Dezember 1942 in Liverpool                 | 16               | 25. Dezember 1942 in der Kola-Bucht             | keine | keine                                                           | |                                                                           |
| JW 51B         | 22. Dezember 1942 in Liverpool                 | 15               | 4. Januar 1943 in der Kola-Bucht                | Zerstörer Achates durch Admiral Hipper (Lage) Minensucher Bramble durch Zerstörer Z 16 Friedrich Eckoldt (Lage)                                                                     | Zerstörer Z 16 Friedrich Eckoldt (Lage)                         | | Die Achates wurde beim JW 51B von der Admiral Hipper versenkt             |
| RA 51          | 30. Dezember 1942 in der Kola-Bucht            | 14               | 11. Januar 1943 in Loch Ewe                     | keine | ?                                                               | |                                                                           |
| Bezeichnung    | Abfahrt                                        | Handels- schiffe | Ankunft                                         | Alliierte Verluste | Deutsche Verluste                                               | Abbildung                                                                                           | Kommentar                                                                 |
| JW 52          | 17. Januar 1943 in Liverpool                   | 15               | 27. Januar 1943 in der Kola-Bucht               | keine | keine                                                           | |                                                                           |
| RA 52          | 29. Januar 1943 in der Kola-Bucht              | 10               | 9. Februar 1943 in Loch Ewe                     | 1 Handelsschiff (7460 BRT) durch U 255 | keine                                                           | | Die HMS Anson war Teil der Fernsicherungsgruppe                           |
| JW 53          | 15. Februar 1943 in Liverpool                  | 29               | 27. Februar 1943 in der Kola-Bucht              | keine | keine                                                           | | Geleitzug JW 53 im Packeis                                                |
| RA 53          | 1. März 1943 in der Kola-Bucht                 | 30               | 14. März 1943 in Loch Ewe                       | 3 Handelsschiffe (18.245 BRT) durch U 255 und U 586 1 Handelsschiff (6.800 BRT) durch Sturm                                                                                         | keine                                                           | | Die HMS Northern Pride                                                    |
| RA 54A         | 1. November 1943 in der Kola-Bucht             | 13               | 14. November 1943 in Loch Ewe                   | keine | keine                                                           | |                                                                           |
| JW 54A         | 15. November 1943 in Liverpool                 | 18               | 24. November 1943 in der Kola-Bucht             | keine | keine                                                           | |                                                                           |
| JW 54B         | 22. November 1943 in Liverpool                 | 14               | 3. Dezember 1943 in Archangelsk                 | keine | keine                                                           | |                                                                           |
| RA 54B         | 26. November 1943 in Archangelsk               | 8                | 9. Dezember 1943 in Loch Ewe                    | keine | keine                                                           | |                                                                           |
| JW 55A         | 12. Dezember 1943 in Liverpool                 | 19               | 22. Dezember 1943 in Archangelsk                | keine | keine                                                           | |                                                                           |
| JW 55B         | 20. Dezember 1943 in Loch Ewe                  | 19               | 30. Dezember 1943 in Murmansk                   | keine | Schlachtschiff Scharnhorst (Lage)                               | | Die Norfolk ist mit einem Nordmeergeleitzug nahe der sowjetischen Küste   |
| JW 55B         | 20. Dezember 1943 in Loch Ewe                  | 19               | 30. Dezember 1943 in Murmansk                   | keine | Schlachtschiff Scharnhorst (Lage)                               | Das Schlachtschiff Scharnhorst versenkten die Briten beim JW 55B                                    |                                                                           |
| RA 55A         | 22. Dezember 1943 in der Kola-Bucht            | 22               | 1. Januar 1944 in Loch Ewe                      | keine | keine                                                           | |                                                                           |
| RA 55B         | 31. Dezember 1943 in der Kola-Bucht            | 8                | 8. Januar 1944 in Loch Ewe                      | keine | keine                                                           | |                                                                           |
| Bezeichnung    | Abfahrt                                        | Handelsschiffe   | Ankunft                                         | Alliierte Verluste | Deutsche Verluste                                               | Abbildung                                                                                           | Kommentar                                                                 |
| JW 56A         | 12. Januar 1944 in Loch Ewe                    | 20               | 28. Januar in Archangelsk                       | 1 Handelsschiff (7.133 BRT) durch U 957 1 Handelsschiff (7.177 BRT) durch U 278 1 Handelsschiff (7.200 BRT) durch U 716                                                             | keine                                                           | | HMS Belfast                                                               |
| JW 56B         | 22. Januar 1944 in Loch Ewe                    | 17               | 1. Februar 1944 in der Kola-Bucht               | Zerstörer HMS Hardy II durch U 278 | U 314 (Lage)                                                    | | HMS Venus                                                                 |
| RA 56          | 3. Februar 1944 in der Kola-Bucht              | 37               | 11. Februar 1944 in Loch Ewe                    | keine | keine                                                           | |                                                                           |
| JW 57          | 20. Februar 1944 in Liverpool                  | 42               | 28. Februar in der Kola-Bucht                   | Zerstörer Mahratta durch U 990 (Lage) | U 713 U 601 (Lage)                                              | | Geleitträger Chaser                                                       |
| RA 57          | 2. März 1944 in der Kola-Bucht                 | 31               | 10. März 1944 in Loch Ewe                       | 1 Handelsschiff (7.200 BRT) durch U 703 | U 472 (Lage) U 366 (Lage) U 973 (Lage)                          | | Das Schwesterboot HMS Westcott                                            |
| JW 58          | 27. März 1944 in Loch Ewe                      | 50               | 4. April 1944 in der Kola-Bucht                 | 1 Flugzeug | U 961 (Lage) U 360 (Lage) U 288 (Lage) U 355 (Lage) 6 Flugzeuge | | Ein Flugzeug des Geleitträgers Tracker versenkte U 288 beim JW 58         |
| RA 58          | 7. April 1944 in der Kola-Bucht                | 36               | 14. April 1944 in Loch Ewe                      | keine | keine                                                           | |                                                                           |
| RA 59          | 28. April 1944 in der Kola-Bucht               | 45               | 6. Mai 1944 in Loch Ewe                         | 1 Handelsschiff (7.176 BRT) durch U 711 | U 277 (Lage) U 674 (Lage) U 959 (Lage)                          | | Geleitträger HMS Fencer                                                   |
| JW 59          | 15. August 1944 in Loch Ewe                    | 35               | 25. August 1944 in der Kola-Bucht               | Sloop Kite durch U 344 (Lage) | U 344 (Lage) U 354 (Lage)                                       | | Die Kite sank nach U-Boot-Angriff beim JW 59                              |
| RA 59A         | 28. August 1944 in der Kola-Bucht              | 9                | 5. September 1944 in Loch Ewe                   | keine | U 394 (Lage)                                                    | | Geleitträger HMS Vindex                                                   |
| RA 59A         | 28. August 1944 in der Kola-Bucht              | 9                | 5. September 1944 in Loch Ewe                   | keine | U 394 (Lage)                                                    | Raketentragende Fairey Swordfish                                                                    |                                                                           |
| JW 60          | 15. September 1944 in Loch Ewe                 | 30               | 23. September 1944 in der Kola-Bucht            | keine | keine                                                           | |                                                                           |
| RA 60          | 28. September 1944 in der Kola-Bucht           | 32               | 5. Oktober 1944 in Clyde                        | 2 Handelsschiffe (14.395 BRT) durch U 310 | keine                                                           | | Geleitträger HMS Striker                                                  |
| JW 61          | 20. Oktober 1944 in Loch Ewe                   | 30               | 28. Oktober 1944 in der Kola-Bucht              | keine | keine                                                           | |                                                                           |
| RA 61          | 2. November 1944 in der Kola-Bucht             | 33               | 9. November 1944 in Loch Ewe                    | keine | keine                                                           | |                                                                           |
| JW 62          | 29. November 1944 in Loch Ewe                  | 30               | 7. Dezember 1944 in der Kola-Bucht              | keine | keine                                                           | |                                                                           |
| RA 62          | 10. Dezember 1944 in der Kola-Bucht            | 29               | 19. Dezember 1944 in Loch Ewe                   | Korvette Tunsberg Castle durch Mine (Lage) | U 387 (Lage) U 365 (Lage) 2 Flugzeuge                           | | HMS Nairana                                                               |
| Bezeichnung    | Abfahrt                                        | Handels- schiffe | Ankunft                                         | Alliierte Verluste | Deutsche Verluste                                               | Abbildung                                                                                           | Kommentar                                                                 |
| JW 63          | 1. Januar 1945 in Loch Ewe                     | 35               | 8. Januar 1945 in Murmansk                      | keine | keine                                                           | |                                                                           |
| RA 63          | 11. Januar 1945 in der Kola-Bucht              | 30               | 21. Januar 1945 in Loch Ewe                     | keine | keine                                                           | |                                                                           |
| JW 64          | 2. Februar 1945 in Clyde (Großbritannien)      | 26               | 15. Februar 1945 in der Kola-Bucht              | Korvette HMS Denbigh Castle durch U 992 (Lage) | 12 Flugzeuge                                                    | | Die Korvette HMS Denbigh Castle                                           |
| RA 64          | 17. Februar 1945 in der Kola-Bucht             | 33               | 28. Februar 1945 in Loch Ewe                    | 1 Handelsschiff (7.176 BRT) durch Flugzeuge 1 Handelsschiff (7176 BRT) durch U 986 Sloop HMS Lark durch U 986 (Lage) Korvette HMS Bluebell durch U 711 (Lage)                       | 6 Flugzeuge                                                     | | Die Bluebell sank nach U-Boot-Angriff beim RA 64                          |
| JW 65          | 11. März 1945 in Clyde                         | 26               | 21. März 1945 in der Kola-Bucht                 | 1 Handelsschiff (7.176 BRT) durch U 995 1 Handelsschiff (7.210 BRT) durch U 968 Sloop HMS Lapwing durch U 968                                                                       | keine                                                           | | HMS Diadem                                                                |
| RA 65          | 21. März 1945 in der Kola-Bucht                | 26               | 1. April 1945 in Clyde                          | keine | keine                                                           | |                                                                           |
| JW 66          | 6. April 1945 in Clyde                         | 26               | 29. April 1945 in der Kola-Bucht                | keine | keine                                                           | |                                                                           |
| RA 66          | 29. April 1945 in der Kola-Bucht               | 27               | 8. Mai 1945 in Clyde                            | Fregatte HMS Goodall durch U 986 | U 307 (Lage)                                                    | | Geleitträger HMS Premier                                                  |

## Fazit

Rückseite einer russischen 3-Rubel-Gedenkmünze von 1992 zur Erinnerung an die Nordmeergeleitzüge

In 40 Geleitzügen, die nach Osten fuhren, waren 811 Schiffsladungen organisiert. Dabei wurden 58 Schiffe versenkt, während 33 Mal ein Schiff aus verschiedensten Gründen umkehren musste. Insgesamt erreichten somit 720 Schiffsladungen ihren Zielhafen. Bei den 37 zurückfahrenden Geleitzügen mit insgesamt 715 Handelsschiffen (bei Mehrfachzählung) gingen 29 Handelsschiffe verloren. Des Weiteren wurden 13 britische Kriegsschiffe versenkt.
Die Briten versenkten das Schlachtschiff Scharnhorst, drei Zerstörer und 43 U-Boote.
Insgesamt vier Millionen Tonnen Ladung, darunter 5.000 Panzer und 7.000 Flugzeuge, brachten die Alliierten über die Nordmeergeleitzugsroute in die Sowjetunion. Das waren knapp 23 Prozent aller zu dieser Zeit in die Sowjetunion gelieferten Güter. Größere Anteile liefen über die beiden anderen weniger verlustreichen Routen (Persischer Korridor, Pazifische Route), die von den Deutschen nicht gestört werden konnten.